# Борецький Мирон Іванович
Борецький Мирон Іванович (25 вересня 1941 року – 6 лютого 2007 р.) — радянський і український педагог, перекладач, науковець, літературознавець.

## Біографія
Народився в с. Дроговиж Миколаївського р-ну Львівської обл. У 1959—1964 р. — студент відділення класичної філології Львівського державного університету ім.І.Франка. Після його закінчення у 1964—1983 рр. працював викладачем латинської мови та античної літератури у Черкаському  педагогічному інституті.
З листопада 1975 року — аспірант сектору античної літератури Московського інституту світової літератури ім. А. Горького. У 1978 р. захистив кандидатську дисертацію на тему «Творчість байкаря Авіана», науковим керівником роботи був відомий вчений М.Л. Гаспаров. 
З вересня 1983 р. — доцент кафедри російської і зарубіжної літератури Дрогобицького державного педагогічного інституту ім. І. Франка, а з вересня 1993 р. до лютого 1999 р. — завідувач кафедри світової літератури цього інституту. 

## Науково-педагогічна діяльність
Автор декількох програм із світової літератури, зокрема, для польськомовних, румунських та угорських шкіл України. З урахуванням його авторської програми та у співавторстві з ним було розроблено загальнодержавну програму із зарубіжної літератури для шкіл України (керівник авторського колективу — Юрій Ковбасенко). Співавтор програми з теорії літератури (за редакцією проф. М. Дубини) для студентів філологічних факультетів університетів та педагогічних інститутів. Член редакційних колегій журналів «Всесвітня література в середніх навчальних закладах України» і «Тема. На допомогу вчителю зарубіжної літератури». 
У колишньому Радянському Союзі  брав участь у засіданнях секції класичної філології науково-методичної ради з вищої філологічної освіти Міністерства вищої та середньої спеціальної освіти. У незалежній Україні — член науково-методичної комісії із зарубіжної літератури Міністерства освіти і науки України, віце-президент ВГО Українська асоціація викладачів зарубіжної літератури.
Автор та редактор підручників, хрестоматій  зі світової літератури для середньої школи, близько двохсот літературознавчих статей.  Переклав вірші античних авторів (Авіана, Бабрія, Катулла, Вергілія, Горація, Проперція, Марка Катона та ін.), пісні вагантів, поезії Ю. Лободовського, А. Міцкевича, Ч. Мілоша, Й.-В. Ґете, О. Пушкіна, М. Лермонтова, Р.-М. Рільке, В. Висоцького, поетів російського Срібної доби.

## Основні праці та переклади
- Польська мова. Підручник для 5 класу шкіл України з польською мовою навчання.–Київ-Львів: Рад. школа, 1990. (У співавторстві з К. Яскевичем і Н. Трофимович).
- Валерій Бабрій. Байки.  Переклав М. Борецький. – Дрогобич, 1992.
- Антична література: Хрестоматія (5-9 класи). Укладач М. Борецький. – Львів: Світ, 1995.
- Зарубіжна література ХХ ст.: Підручник для 11 класу середньої загальноосвітньої школи, ліцеїв, гімназій / За ред. М. Борецького. – Львів: Світ, 2000.
- Зарубежная литература: Учебник для 11 класса школ с русским языком обучения / Под ред. М.И. Борецкого. – Киев: Освіта, 2001.
- Поезія вагантів. Переклад М. Борецького та А. Содомори. Вибір поезії здійснив М. Борецький. – Львів: Світ, 2007.
- Мирон Борецький. Неповторність Слова. Переклади. — Дрогобич: Посвіт, 2011.
- Лексикон античної словесності. За редакцією М. Борецького та В.Зварича. – Дрогобич: Коло, 2014.

## Пам'ять
- 25 вересня 2019, у день народження науковця, в місті Дрогобичі відбулося відкриття меморіальної дошки на будинку, де жив Мирон Борецький. Ініціатором її встановлення виступив учень науковця, директор бібліотеки Дрогобицького педагогічного університету ім. Івана Франка, депутат Дрогобицької міської ради Ігор Розлуцький[1].

## Електронні версії книг
Переклади вагантів